# Leyes Brehon
Las Leyes Brehon eran los estatutos que gobernaron la vida diaria y política en la Irlanda celta hasta la invasión cambro-normanda de 1171.

## Etimología
La palabra «Brehon» es un anglicismo de «breitheamh» o del término «brithem» anterior, que en irlandés significa juez). Las leyes fueron escritas en el viejo período irlandés (600-900 d. C.) y se asume que son un reflejo de las leyes tradicionales de la Irlanda precristiana, preservadas en tradición oral por los Bardos, posteriormente redactadas por monjes católicos. Estas leyes seculares existieron paralelamente, y a veces en conflicto, al Derecho canónico durante el período cristiano temprano. (ver Cristianismo celta).

## Leyes Brehon
Más que criminal, consistían en un código civil, referido al pago de la remuneración para el daño hecho y a la regulación de la propiedad, de la herencia y de los contratos: el concepto del castigo por un estado-administrativo para el crimen era extranjero para los antiguos legisladores de Irlanda. Muestran que Irlanda, en el período medieval temprano, a pesar de carecer de autoridad central establecida y ser básicamente igualitaria, se tomó gran cuidado para definir estatus social, y los derechos y deberes que cada posición social conllevaba, de acuerdo a la propiedad, y a las relaciones entre los señores y sus clientes y siervos. En ese sentido, la ley, más que basarse en el poder cohesivo de un poder individual superior para forzar acciones, buscaba avergonzar públicamente a fin de que los individuos actuaran.

## Mujer y propiedad
Con anterioridad a las Leyes Brehon y al Cáin Adomnáin, las mujeres estaban esencialmente subordinadas a sus maridos y padres. Después de la adopción de las Leyes Brehon, la sociedad irlandesa continuó siendo dominada por los varones, pero las mujeres tenían mayor libertad, independencia y derechos a la propiedad que en otras sociedades europeas de la época. El divorcio era concedido en un variado número de ocasiones (Ej. la impotencia o la homosexualidad por parte del marido), después de lo cual la propiedad era dividida según qué contribución había hecho cada cónyuge al patrimonio. El marido estaba autorizado legalmente para golpear a su esposa "para corregirla", pero si el golpe dejaba marca, ella tenía derecho a exigirle el equivalente de su dote en remuneración y podía, si ella lo deseaba, divorciarse de él. La propiedad del patrimonio no se podía disponer o vender sin el consentimiento de ambos esposos.
Sin embargo, las mujeres todavía estaban en gran medida subordinadas a sus padres o maridos y no eran reconocidas formalmente para actuar como testigos, su testimonio era considerado como "imparcial y fraudulento".
Los celtas también practicaron una forma de matrimonio donde una pareja podía casarse por un año. Si la unión fuera exitosa la pareja podía permanecer casada. Sin embargo, si fallara, la pareja podría divorciarse inmediatamente. Esto se hacía durante Beltaine (primero de mayo) y se podía comenzar de nuevo, simplemente con que los interesados caminaran uno hacia el otro.

## Sucesión
La unidad básica reconocida de la organización política era el túath (una tribu o pequeño reino), dirigido por un rí (rey). El reinado de un tuath no era heredado por primogenitura: el nuevo rey podía ser elegido por la aristocracia de la tribu (la derbfine o parentesco real directo que reunía e incluía a los primos segundos) dentro de un determinado número de candidatos. Cualquier varón adulto que fuera el hijo, nieto o bisnieto de un rey anterior, en línea masculina directa, era elegible. A menudo, un rey elegía un tánaiste (heredero, literalmente “segundo en el gobierno”) el cual estaría mejor situado para sucederle a su muerte. Los reyes estaban así mismo sujetos a la ley, y tenían escaso poder a la hora de crear las leyes o la edición de los decretos salvo en los casos de emergencia.
Estos tuatha eran convencionalmente agrupados en cuatro reinos o provincias: Laighin (actual Leinster), Ulaidh (Úlster), Mumhan (Munster), y Connachta (Connacht). Cada provincia tenía un rey, elegido normalmente entre de los reyes del tuatha, que ejercía un cierto poder sobre los otros reyes en la provincia. Los reyes provinciales estaban supeditados a un alto rey (árd rí), que gobernaba desde Tara, “quinta provincia real” en Mide (actual Meath).

## Clientelas
Un miembro de la clase propietaria podría prosperar haciéndose “cliente libre” de un señor más poderoso. El señor podía hacer a su cliente una concesión de propiedad (a veces tierra, pero más generalmente de ganado) por un período fijado. El cliente debería servicio a su señor, y al final del período de concesión devolvería la concesión con intereses. Cualquier beneficio aparte del interés convenido era el suyo. Esto permitió cierto grado de movilidad social, pues un cliente libre astuto podría aumentar su riqueza hasta que él pudiera permitirse tener sus propios clientes, convirtiéndose así en un señor de pleno derecho.
Un hombre más pobre podría hacerse “cliente bajo” vendiendo una parte en su “precio del honor”, dando derecho a su señor a la parte de cualquier remuneración debida a él. El señor le haría una concesión más pequeña de tierra o del ganado, cuyo alquiler pagaría el cliente en producto y trabajo manual. Un hombre podía ser un “cliente bajo” de varios señores simultáneamente.

## El declive de las Leyes Brehon
Las leyes cayeron en desuso progresivamente después de que Irlanda fuera dividida en zonas bajo control Normando, una Inglesa “(el Pale), y algunos reinos irlandeses nativos. Aunque los barones normandos adoptaron la cultura y la lengua irlandesas y se casaron eventualmente con irlandeses nativos, Irlanda seguía dividida entre los reinos Normando-Irlandeses y los reinos Gaélico-Irlandeses. Debido a esto, las Leyes Brehon nunca serían retomadas sobre una base oficial, aunque algunos conceptos modernizados sobreviven en las leyes de la República de Irlanda. Curiosamente, una de las razones de que las Leyes Brehon fueran condenadas como “bárbaras” por los tratadistas normandos o ingleses, fue que las penas que eran impuestas para varios crímenes (con tendencia hacia la remuneración para lesión más que el castigo), no eran suficientemente severas.
En un caso excepcional, según lo precisado por Wylie, los derechos ancestrales de esas leyes se han reconocido en la jurisprudencia irlandesa reciente, en referencia a la supervivencia de los derechos legales Brehon de la industria pesquera en Tyrconnell, el único y último bastión de soberanía gaélica hasta 1601. Los derechos sobrevivieron hasta el final de la independencia de Tyrconnell, y también sobrevivieron la conquista Isabelina.